# Nefza (délégation)
Nefza est une délégation tunisienne dépendant du gouvernorat de Béja.
En 2014, elle compte 48 101 habitants dont 23 634 hommes et 24 467 femmes répartis dans 12 493 ménages et 13 513 logements.